# Ak Yum
Ak Yum (in lingua khmer:ប្រាសាទអកយំ, "), traslitterato anche come Ak Yom e spesso preceduto da prasat ("torre", apposizione utilizzata nei templi khmer che hanno una torre o santuario centrale), è un tempio di Angkor, in Cambogia.
Si trova sul bordo meridionale del Baray occidentale, circa 8 km a ovest del Phnom Bakheng. L'interesse che può suscitare da un punto di vista meramente turistico è pressoché nullo, visto che rimane ben poco di visibile, ma la sua importanza storica è rilevante: si tratta con ogni probabilità del primo "tempio-montagna" vero e proprio, quantomeno nella zona di Angkor. Si ipotizza che abbia potuto costituire il tempio di Stato di Amarendrapura, una delle capitali stabilite da Jayavarman II nelle sue peregrinazioni, citate nella famosa iscrizione K.235 di Sdok Kok Thom.

## Storia
La sua prima fondazione sembra risalire ai primi anni del VII secolo ed era un sito importante e riportato nelle iscrizioni già ai tempi di Jayavarman I. Probabilmente fu modificato più volte, come dimostra il riutilizzo di un blocco di arenaria con un'iscrizione del 704 (K.753) nell'architrave del santuario centrale. L'iscrizione più tarda è stata ritrovata su una scultura vicino ad una delle torri d'angolo, è datata 1001 e riporta una donazione all'ascetico Gambhireśvara, Shiva come dio degli abissi e delle montagne, molto popolare nel VII secolo. Si presume sia stato quindi centro di culto per almeno due secoli. Nello stesso X secolo il tempio fu semisepolto dalla diga sud del Baray occidentale, costruito su iniziativa di Suryavarman I. Fu riscoperto e parzialmente disgaggiato solo nel 1932 da Georges Trouvé, per un breve periodo sovrintendente di Angkor. Vi sono state ritrovate diverse statuette in bronzo, sia brahmaniche che buddhiste.

## Descrizione del sito
Ak Yum segna il passaggio dal santuario a torre singola in mattoni al tempio-montagna piramidale. La base era costituita da una piramide a tre livelli. Il primo era in terra, largo 100 m ed alto 2,6 , mentre il secondo e terzo erano in mattoni. In cima vi erano cinque torri, quattro secondarie ed il santuario principale di dimensioni maggiori, disposte a quinconce. Sono state ritrovate le tracce di altre sei torri minori, disposte a coppie tra le torri d'angolo in ogni direzione tranne l'est. I frammenti di architrave sono decorati con medaglioni e motivi floreali ed appaiono databili al tardo VIII secolo, epoca precedente l'ultima edificazione. Con difficoltà si scorgono tra la vegetazione e i sedimenti tracce di nicchie e decorazioni scolpite nei mattoni. Sul livello superiore è stato rinvenuto un blocco con un foro che porta a una camera sotterranea a 12,5 m di profondità sotto il pavimento della torre centrale. Vi sono state rinvenute due foglie d'oro decorate con elefanti e una statua di un uomo alta 1,25 , forse ai tempi conteneva le offerte votive.

## Amarendrapura
Ak Yum fa parte di una serie di templi antecedenti a quelli angkoriani più conosciuti, le cui rovine costellano la parte ovest del Baray occidentale. Uno di essi è il Prasat Kôk Pô, circa 4,5 km a nord di Ak Yum, pressoché in asse perfetto. Comprende i resti di quattro torri di mattoni, una contemporanea ad Ak Yum e le altre poco più tarde. Altri templi simili sono Prei Kmeng e Phnom Rung. Sono state ritrovate tracce di un'ampissima recinzione, larga fino a 2 km di lato e denominata Banteay Choeu. La zona fu investigata già negli anni Trenta da studiosi francesi (tra i quali Victor Goloubew), nella ricerca delle prime capitali dell'Impero Khmer.
La prima ipotesi sulla collocazione di Amarendrapura fu avanzata da George Groslier, secondo il quale si trovava in corrispondenza del tempio di Banteay Chhmar, ma ben presto si scoprì che tale tempio fu eretto ben più tardi, all'epoca di Jayavarman VII. Che la città abbia avuto come centro o come uno dei templi principali Ak Yum è una delle ipotesi attuali. In ogni caso l'esistenza di questi templi prova che l'area di Angkor fosse densamente popolata almeno dagli inizi dell'VIII secolo, in epoca precedente alla fondazione della prima Yasodharapura attorno al Phnom Bakheng, alla fine del IX/inizio del X secolo.